# セブンカフェ

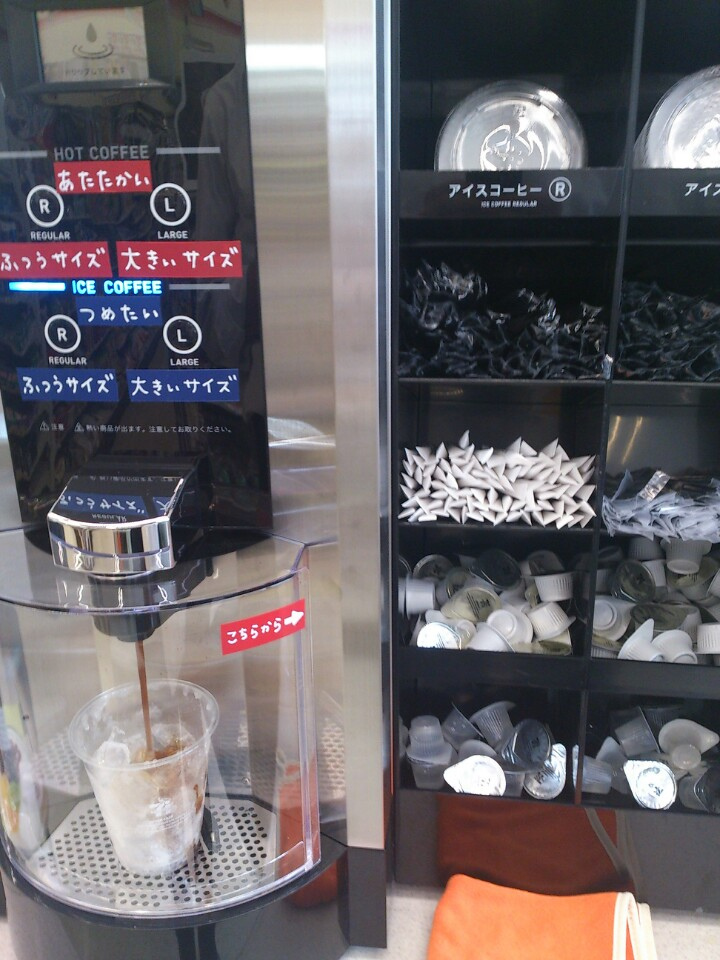
セブンカフェのコーヒーマシン（左）とカップ、ガムシロップ等が並べられた棚（右）

セブンカフェは、セブン-イレブン・ジャパンが2013年1月から展開しているコーヒーブランド。SEVEN CAFÉとも表記される。
コンビニカフェブランドにおける導入時期ではコンビニエンスストア業界の中で最後発であるが、業界最大手としてそれに火を付ける形で、「コンビニエンスストアでコーヒーを買う」という新たな消費行動を根付かせた。
イトーヨーカドーなど、セブン-イレブン以外のセブン&アイ・ホールディングスの店舗にも展開されている。

## 背景
1980年代前半、セブン-イレブンはコーヒーの販売を開始する。都内のあるセブン-イレブン加盟店では1カ月間に7846杯のコーヒーを販売した。計算すると、1日で約260杯となる。そしてこのころから、「手を加えずに即座に食べられる商品」の品揃えが豊富になり始める。当時は店頭のコーヒーサイフォンでコーヒーを作り、注文のたびに小分けしていた。しかし、店舗運営が忙しく、マニュアルどおりに実行されないケースも多かった。当時は鮮度を保つために、1時間でコーヒーを廃棄していた。
そこで、1988年からは注文を受けてからその場で1杯ずつ作るドリップ方式に切り替える。また、木村コーヒー店（現在はキーコーヒー）がセブン用に開発したコーヒーマシンを3500店舗に導入し、コーヒーの種類を1種類から「ライト」「ミディアム」「ビター」の3種類に増やす。しかしこの方式にも、店内に悪臭が漂うという欠点があった。
1990年代に入ると、臭いの問題を解決するためにカートリッジ方式に切り替える。しかし、この方式にも風味が損なわれるという欠点があった。
2000年代に入り、スターバックスなどのカフェが台頭。2002年にセブン-イレブンも「バリスターズカフェ」を開始。2005年には関西・東海地区中心に約1000店、最終的に2000店を展開し、若い世代を中心に人気を得る。しかし、万人受けではないエスプレッソでの挑戦だったこともあり、店舗あたりの売り上げは25杯と芳しいものではなかった。また、この時期に、日本人の嗜好にはペーパードリップ式が合うという調査結果を得る。
これらの経験をもとに、2011年には、セブン-イレブンがプロジェクトリーダーとなり、原料・製造・資材・機材などを提供するメーカーと共同で商品を開発する「チームMD（マーチャンダイジング）」という体制を整える。（実際に、コーヒー豆の調達は三井物産（後に丸紅も参画）が担当、紙コップ製作は東罐興業が担当、店頭に設置されるコーヒーマシンは富士電機との共同開発、コーヒーマシン、カップ、マドラーのデザインを佐藤可士和が担当している。）豆の精製にはウォッシュド方式を採用。このブランドには「セブンカフェ」という名称が付けられる。そして、約2年の開発期間を経て、ブランドの展開を開始した。

## 経過
2013年7月、累計販売数が1億杯を突破する
同年9月、全国のセブン-イレブン約15,800店への導入を完了させる
同年12月、累計販売数が3億杯を突破する。
2014年10月下旬から、ブランドの開始から初めてカウンターコーヒーのリニューアルを行う。ホット・アイスそれぞれのコーヒー豆の配合・焙煎を見直し、豆の渋皮を除去する独自の“磨き工程”を新たに導入したという。
同年10月末から、セブンカフェ ドーナツ（SEVEN CAFÉ Donut）の販売を開始する。
2015年6月24日より、開発に江崎グリコが参加し、九州地区のセブン‐イレブン店舗からセブンカフェ初の新メニュー「アイスカフェラテ」の発売を行っている。このメニューでは、風味の劣化を防止するため光を透過しない黒色の専用カップを採用している。
2017年2月、ホットカフェラテの販売を開始。同時にアイスカフェラテもカップや味を刷新するリニューアルを施した。
2019年12月、全国のコーヒーマシンの設置がある店舗にてセブンカフェの新商品「青の贅沢 高級キリマンジャロブレンド」を発売。
2020年6月、全国のカフェラテマシンがある店舗にてセブンカフェ カフェラテスイーツとしてセブンカフェ　カフェラテスイーツブリュレ(東北地方,関西,群馬県一部),アイスカフェラテショコラ(それ以外の地域)を数量限定で販売。
2020年10月、「青の贅沢 高級キリマンジャロブレンド」を販売終了し、『赤の誘惑 グアテマラブレンド』を発売。
2021年1月から5月までに、『赤の誘惑 グアテマラブレンド』を段階的に販売終了し、入れ替えで「青の贅沢 高級キリマンジャロブレンド」をリニューアル発売。
2022年4月、『セブンカフェ　アーモンドミルクラテ』を東京都内の一部店舗にて先行発売。
2022年5月、「青の贅沢 高級キリマンジャロブレンド」を販売終了し、『青の衝撃 高級コロンビア・スプレモブレンド』としてリニューアル発売。
2022年6月、『セブンカフェ　アーモンドミルクラテ』を全国発売。
2022年7月、味わいを3パターン(軽め、ふつう、濃いめ)を選べるようにマシンをリニューアル。

## 経済効果
16,000のセブン-イレブン全店へのマシン設置が完了した2013年9月には2億杯の売り上げを突破した。
当初は年間3億杯（1日1店舗あたり60杯）を目標にしていたが、セブンカフェの損益分岐点（1日1店舗あたり40杯）の2.5倍に迫る95杯を売り上げたことになる。ネスレ日本によると当時の日本の年間コーヒー消費量は480億杯であり、セブンカフェは登場わずか1年で日本のコーヒー消費量の1%弱を占めたことになるという。
セブン-イレブンは、2015年2月期までの販売目標を年間合計6億杯としていたが、2014年8月までの半年ですでに売り上げは3億4千万杯に達していた。最終的には、2014年度の売り上げは7億杯を達成した。

### 同業他社への影響
セブンカフェは、ローソン、ファミリーマートなど大手コンビニチェーンの「いれたてコーヒー」を巡る販売競争を繰り広げるきっかけとなった。
ローソンは2013年12月10日から、店頭のコーヒーカウンター「マチカフェ」で「イエローブルボン」と呼ばれる希少豆を使ったコーヒーを240万杯の数量限定で販売している。
ドイツ製のエスプレッソ抽出式マシーンを使用しているファミリーマートは、2013年11月26日から、ブランド名を一新している。
サークルKサンクスは2009年から「いれたてコーヒー」の販売を始めこの分野では先行しているが、2013年6月からは従来130円だった「オリジナルテイスト」を100円に引き下げている。

### 同社の他商品への影響
セブンカフェの商品を購入する人の2割が併せ買い（サンドイッチ、菓子パンやスイーツなど）をしており、朝食と一緒に購入する人も多いという。また、当初はセブンカフェの影響で落ちると思われていた缶コーヒーの販売は横ばいとなっている。

## 評価
セブンカフェは「日経優秀製品・サービス賞2013」日本経済新聞賞の最優秀賞を受賞した。また、月刊誌「日経トレンディ」が発表した2013年のヒット商品の第1位には「コンビニコーヒー」が選ばれた。
2015年、セブンカフェ ドーナツが「Yahoo!検索大賞 2015」・スイーツ部門賞を受賞。

### ソーシャルメディアの反響
前述の通り、コーヒーマシンやカップのデザインを佐藤可士和が担当し、ボタンもレギュラーサイズは「R」、ラージサイズは「L」と表示されていた。しかし、それが仇となり客側にとってはわかりにくいとの声もあった。結果として、一部店舗ではコーヒーマシンに「温かい」「冷たい」「大」「小」と日本語を表示したテプラなどを貼るという対策がとられた。

### 評論家の指摘
東洋経済の永井孝尚はセブンカフェの成功の秘訣について、「市場の変化が急激な現代」の中で常に仮説検証を繰り返すことだと指摘している。また、「日本のコーヒー消費量は、1人当たりの年間のコーヒー消費量で見ると日本は世界29位。（中略）日本のコーヒー市場はまだまだ伸びる余地があるのだ。そんな中で出現したセブンカフェは、日本のコーヒー市場に、極めて大きな一石を投じた可能性があるのではないか。」とも語っている。

### デザイン
コーヒーマシンのデザインをデザイナーに頼んだところ日本語表記が一切無い分かりにくものができてしまい、その後各店舗でテプラ等で修正されるという事例が相次いだ。これは「デザインの敗北」の顕著な例として知られている。

## セルフコーヒー事件
セルフコーヒー事件とは、2019年1月21日に福岡県那珂川市のセブンイレブンで100円のコーヒーを購入した男性客が150円のカフェラテを注いだことで店長に現行犯逮捕された事件。2月15日、福岡区検は窃盗未遂罪と認定した上で不起訴処分（起訴猶予）とした。容疑者の実名報道がされるなど、被害金額の小ささに比べて過熱した報道に対して賛否両論の声が上がった。